# Persone di cognome Castro
| Questa pagina contiene informazioni ricavate automaticamente dalle voci biografiche con l'ausilio del template Bio e di un bot. L'aggiornamento è periodico e automatico e ricostruisce completamente la pagina. Se manca una persona in questa lista, sei pregato di non aggiungerla, ma accertati piuttosto che la sua voce biografica contenga il template Bio e che i dati anagrafici siano correttamente compilati. Se il template Bio manca, inseriscilo tu stesso o, in alternativa, metti l'avviso {{tmp\|Bio}} che ne segnala la mancanza. Se i dati riportati sono sbagliati, correggi direttamente la voce biografica; le modifiche saranno visibili in questa lista entro pochi giorni. Per chiarimenti vedi il progetto antroponimi. La lista contiene solo le 56 persone che sono citate nell'enciclopedia e per le quali è stato implementato correttamente il template Bio. Pagina aggiornata al 7 mag 2025. |

Questa è una lista di persone presenti nell'enciclopedia che hanno il cognome Castro, suddivise per attività principale.

## Allenatori di calcio(1)
- Héctor Castro, allenatore di calcio e calciatore uruguaiano (Montevideo, n. 1904 - Montevideo, † 1960)

## Allenatori di hockey su pista(1)
- Eduardo Castro, allenatore di hockey su pista spagnolo (Vigo, n. 1966)

## Arcivescovi cattolici(1)
- Juan Bautista Castro, arcivescovo cattolico venezuelano (Caracas, n. 1846 - Caracas, † 1915)

## Attori(3)
- Arturo Castro, attore guatemalteco (Guatemala, n. 1985)
- David Castro, attore statunitense (Long Island, n. 1996)
- Luciano Castro, attore argentino (Villa del Parque, n. 1975)

## Attrici(2)
- Raquel Castro, attrice statunitense (New York City, n. 1994)
- Verónica Castro, attrice, cantante e conduttrice televisiva messicana (Città del Messico, n. 1952)

## Calciatori(24)
- Alexis Castro, calciatore argentino (Buenos Aires, n. 1994)
- Alexis Nicolás Castro, ex calciatore argentino (Mina Clavero, n. 1984)
- Bram Castro, ex calciatore belga (Hasselt, n. 1982)
- Carlos Castro, ex calciatore venezuelano (n. 1968)
- Emilio Castro, calciatore argentino (Tucumán, n. 1910 - † 1988)
- Facundo Alfredo Castro, calciatore argentino (San Miguel del Monte, n. 1996)
- Federico Castro, calciatore argentino (Buenos Aires, n. 1992)
- Guillermo Castro, ex calciatore salvadoregno (San Salvador, n. 1940)
- Jesús Castro, calciatore uruguaiano (Durazno, n. 1933 - † 1988)
- Pepillo, calciatore spagnolo (Melilla, n. 1934 - Melilla, † 2003)
- José Antonio Castro, ex calciatore argentino (Buenos Aires, n. 1955)
- Juan Castro, calciatore argentino (Córdoba, n. 1934 - † 1979)
- Lucas Castro, calciatore argentino (La Plata, n. 1989)
- Luis Ernesto Castro, calciatore uruguaiano (Montevideo, n. 1921 - Montevideo, † 2002)
- Matías Gastón Castro, calciatore argentino (Neuquén, n. 1991)
- Michelle Arturo Castro, ex calciatore messicano (Città del Messico, n. 1989)
- Nicolás Castro, calciatore argentino (Rafaela, n. 2000)
- Nicolás Castro, calciatore argentino (Ranchos, n. 1990)
- Niklas Castro, calciatore cileno (Oslo, n. 1996)
- Ponciano Castro, ex calciatore colombiano (n. 1953)
- Ramón Víctor Castro, ex calciatore uruguaiano (Montevideo, n. 1964)
- Santiago Castro, calciatore argentino (San Martín, n. 2004)
- Tomás Castro, calciatore argentino (Córdoba, n. 2002)
- Víctor Castro, ex calciatore e ex giocatore di calcio a 5 costaricano (n. 1959)

## Cantanti(1)
- Estrellita Castro, cantante, ballerina e attrice spagnola (Siviglia, n. 1908 - Madrid, † 1983)

## Cantautori(1)
- Jason Castro, cantautore statunitense (Dallas, n. 1987)

## Compositori(1)
- Juan José Castro, compositore e direttore d'orchestra argentino (Avellaneda, n. 1895 - Buenos Aires, † 1968)

## Esploratori(1)
- João de Castro, esploratore portoghese (Lisbona, n. 1500 - Goa, † 1548)

## Generali(1)
- Enrique Castro, generale uruguaiano (Dipartimento di Florida, n. 1817 - Montevideo, † 1888)

## Giocatori di baseball(3)
- Jason Castro, giocatore di baseball statunitense (Castro Valley, n. 1987)
- Rodolfo Castro, giocatore di baseball dominicano (El Llano, n. 1999)
- Starlin Castro, giocatore di baseball dominicano (San Fernando de Montecristi, n. 1990)

## Giocatori di beach soccer(1)
- Laurent Castro, ex giocatore di beach soccer francese (n. 1969)

## Giornalisti(2)
- José de Castro, giornalista, avvocato e politico portoghese (Guarda, n. 1868 - Lisbona, † 1929)
- Ruy Castro, giornalista, scrittore e traduttore brasiliano (Caratinga, n. 1948)

## Giuristi(2)
- Angelo da Castro, giurista italiano (n. 1404 - Padova, † 1485)
- Francesco Castro, giurista e islamista italiano (Roma, n. 1936 - Roma, † 2006)

## Inventori(1)
- Bernard Castro, inventore italiano (Palermo, n. 1904 - Ocala, † 1991)

## Militari(1)
- Bruno Castro, militare e aviatore italiano (Trieste, n. 1918 - Mar Mediterraneo, † 1942)

## Orafi(1)
- Antonio de Castro, orafo portoghese

## Pittori(1)
- Leo Castro, pittore italiano (Corleone, n. 1884 - Palermo, † 1970)

## Poetesse(1)
- Rosalía de Castro, poetessa e scrittrice spagnola (Santiago di Compostela, n. 1837 - Padrón, † 1885)

## Politici(5)
- Fulcone di Castello, politico e diplomatico italiano (Genova - Genova)
- Joaquín Castro, politico e avvocato statunitense (San Antonio, n. 1974)
- Julián Castro, politico statunitense (San Antonio, n. 1974)
- Maurizio Castro, politico italiano (Cavasso Nuovo, n. 1954)
- Raúl Héctor Castro, politico e diplomatico statunitense (Cananea, n. 1916 - San Diego, † 2015)

## Scultori(1)
- Felipe de Castro, scultore spagnolo (Noia, n. 1711 - Madrid, † 1775)